# Kult der Vernunft

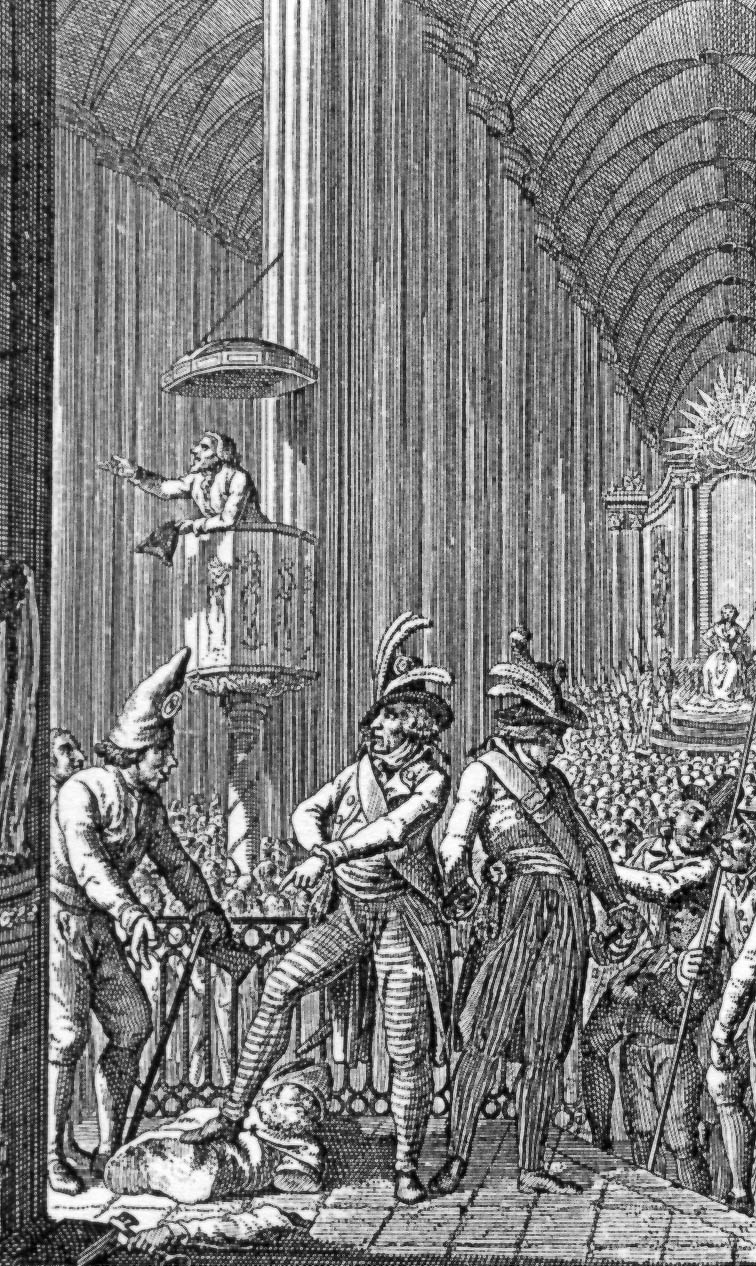
Revolutionsfeindliche Darstellung der Umwandlung des Straßburger Münsters in einen „Tempel der Vernunft“.

Der Kult der Vernunft (französisch Culte de la Raison) gehörte wie andere Revolutionskulte zu einem Ensemble zivilreligiöser Feste und Glaubensformen während der Französischen Revolution, das an Stelle von Christentum und insbesondere Katholizismus in die gesellschaftlich-politische Mitte treten sollte. Die Entchristianisierung verband sich in besonderer Weise auch mit dem vom Kult der Vernunft verschiedenen Kult des höchsten Wesens, dessen Basis deistische Überzeugungen waren. Getragen von sozialrevolutionären Gruppierungen gewann der Kult zwischen Herbst 1793 und Frühjahr 1794 halboffiziellen Charakter.

## Glaubensinhalt
Der Kult der Vernunft wurzelte in der Skepsis der Aufklärung gegenüber den traditionellen Bekenntnissen. Das Eintreten für ein vernunftgeleitetes Denken und Handeln motivierte ein Weltbild, das, wenn es die Existenz Gottes nicht ganz verneinte, diesen als das immanente Prinzip der nach naturgesetzlichen Regeln eingerichteten und funktionierenden allgegenwärtigen Ordnung sah. Durch wissenschaftliche Prüfung sollte der Aberglaube und alles Unlogische aus der Religion ausgeschieden und eine rationalistische Frömmigkeit geschaffen werden. Voltaire, der prominenteste Kirchenkritiker, vertrat die deistische Auffassung, dass Gott, den er mit einem Uhrmacher verglich, die natürliche Ordnung geschaffen habe, aber nun nicht mehr eingreife, und prägte die Worte « écrasez l’infâme » („Zerschlagt die abscheuliche [Kirche]“).
Nach Ausbruch der Revolution betrieben die antiklerikalen Jakobiner unter der Führung von Jacques-René Hébert und Pierre Gaspard Chaumette Religionspolitik als konsequentes Vorgehen gegen die etablierte Kirche, die sie als organisatorisches Rückgrat der internen wie externen Konterrevolution ansahen. Ihre antiklerikale Stoßrichtung nahm weitgehend antireligiöse Züge an, und sie zählten zu den maßgeblichen Initiatoren der Entchristianisierung. Atheistische Überzeugungen waren unter den Hébertisten weit verbreitet und standen im Gegensatz zu Maximilien de Robespierres Kult des höchsten Wesens. Der von Hébert und Chaumette propagierte Kult der Vernunft zählte ebenfalls zu den deistischen Glaubensformen, die alles den Regeln eines „Uhrwerk-Universums“ unterworfen sah; die kultisch verehrte Raison besaß den numinosen Charakter einer bloßen Funktionsgottheit, Gott den Status eines Demiurgen. Damit positionierte sich der Kult der Vernunft eindeutig als Gegensatz zum Theismus des Katholizismus.

## Ausbreitung und Niederschlagung des Kults
Bereits mit den „Septembermorden“ von 1792 und im Sommer 1793 war es zu militanten Auftritten gegen die Kirche gekommen, ab Herbst geriet die Entchristianisierung zu einer vor allem vom Kleinbürgertum getragenen Massenbewegung; diese fand ihre Anhänger zuerst in den Provinzstädten südlich von Paris und in Lyon und äußerte sich oft in karnevalsähnlichen Umzügen mit Kirchengerätschaften, Entweihungen von Kirchen, Bilderstürmen oder Zeremonien für Revolutionsmärtyrer, die Gesandte des Nationalkonvents organisierten. Die Bewegung griff schnell auf das Zentrum über, und im Oktober verbot die commune (Gemeinde) von Paris die Abhaltung aller öffentlichen religiösen Zeremonien. Mit der Entchristianisierung verband sich ein „Transfer des Sakralen“, der sich am eindrücklichsten in der volkstümlichen Verehrung der Revolutionsmärtyrer, vor allem Jean-Paul Marats, äußerte. Der Märtyrerkult musste alle diejenigen beunruhigen, die atheistische oder deistische Auffassungen vertraten, und dem Bedürfnis nach einer „Ersatzgläubigkeit“ suchten die Hébertisten mit der Schaffung des Kults der Vernunft gerecht zu werden. Auf Veranlassung Chaumettes wurde das erste Fest zu Ehren der Vernunft (ursprünglich als Fest zu Ehren der Freiheit im Palais-Royal geplant) am 10. November 1793 in der Kathedrale Notre-Dame abgehalten, die in einen „Tempel der Vernunft und der Freiheit“ umgewidmet wurde. Am 23. November 1793 verabschiedete der Nationalkonvent ein Gesetz, das alle Gotteshäuser von Paris dem Kult entzog und zu weiteren Tempeln der Vernunft machte und dass an jedem décadi (zehnten Tag) des neuen Revolutionskalenders das Fest der Vernunft gefeiert werden solle. Diese Maßnahmen verbreiteten sich über staatliche und halbstaatliche Organe von Paris aus über weite Teile Frankreichs.

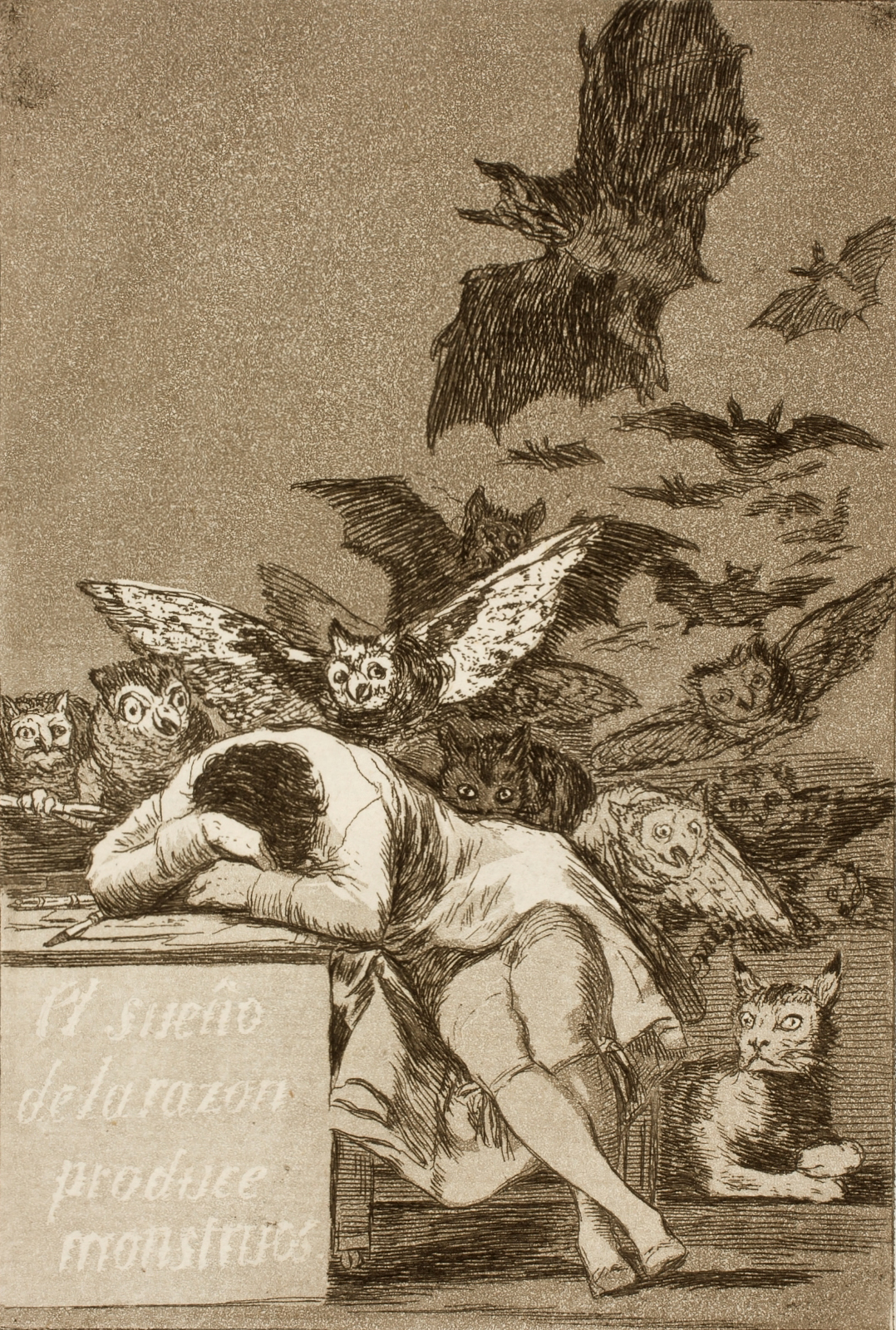
Der ambivalente Charakter, den „die Vernunft“ durch ihre enge Verbindung mit der radikalen jakobinischen Revolutionsphase angenommen hatte, drückt sich in Goyas Bild Der Schlaf der Vernunft gebiert Ungeheuer von 1797/98 aus.

Der Kult der Vernunft traf von Beginn an auf breiten Widerstand in der Bevölkerung. Auch Danton sprach von „antireligiösen Maskeraden“. Die Masse der Bevölkerung konnte dem visionär-utopischen Versuch einer intellektuellen Elite nicht folgen, sich abstrakte Begriffe als rein rationales Glaubensgut anzuverwandeln. Robespierre war sich dessen bewusst und sprach sich am 21. November 1793 im Jakobinerclub ausdrücklich für die Freiheit der Religionsausübung aus. Abgesehen von seinen eigenen Glaubensüberzeugungen, die sich mit dem stark atheistisch geprägten Kult der Vernunft nicht in Einklang bringen ließen, erkannte er in der Abschaffung der Gottesdienste einen politischen Fehler, der die emotionalen Bedürfnisse der Menschen missachtete und die Zahl der Republikfeinde im In- und Ausland vermehrte. Am 6. Dezember 1793 mahnte der Konvent die freie Religionsausübung an, die er aufrechtzuerhalten versprach. Robespierre warnte erneut vor den Gefahren der Entchristianisierung, und selbst die Pariser commune folgte dieser Linie. An den getroffenen Maßnahmen änderte sich jedoch nichts, und die Kirchen blieben zivilreligiöse Tempel. Der Status quo erfuhr erst ab dem Ende des März 1794 eine Wende; nach der Verfolgung und Hinrichtung der Hébertisten wurde auch der Kult der Vernunft unterdrückt.

## Nachwirkung
Elemente des Kults der Vernunft blieben im anschließenden kurzlebigen Kult des höchsten Wesens wie auch unter der wechselhaft repressiven Religionspolitik bis zum Ausgleich Napoleons mit der katholischen Kirche im Konkordat von 1801 erhalten. Unter dem Kult des höchsten Wesens hätten weiterhin die décadis der staatstragenden Feier gewidmet sein sollen, wenn auch nicht mehr der Vernunft, sondern ähnlichen Wertebegriffen wie der Wahrheit oder der Gerechtigkeit. Die amtliche Wiedereinführung des culte décadaire Ende Oktober 1795 erwies sich als wenig wirksam, er hielt sich nur bis 1800. Die offiziellen Feste verloren ihre Volkstümlichkeit und wurden eher als republikanische Pflichtübung absolviert. Mehrere Versuche der Schaffung anderer zivilreligiöser Kulte blieben bloße Vorschläge, lediglich die dem Deismus verpflichtete Theophilanthropie erlangte von 1796 bis zu ihrem Verbot 1801/1803 einige Verbreitung. Die Idee einer vernunftgeleiteten Religion propagierte nicht zuletzt der Frühsozialist Henri de Saint-Simon, der 1802 von einer newtonschen Religion sprach (für rationalistische Weltsichten dieser Zeit spielte Isaac Newton mit seinen grundlegenden Einsichten in Gravitation, Licht und Strom stets eine besondere Rolle als Symbolfigur) und mit seinem Werk Nouveau Christianisme (deutsch Neues Christentum) von 1825 seiner auf der Vernunft basierenden Gesellschaftsphilosophie einen Namen gab.